# Samvetsäktenskap
Samvetsäktenskap är en äldre term för ett samboförhållande från den tid där ett förhållande utan äktenskap inte var socialt accepterat.

## Samvetsäktenskap
Begreppet eller termen är belagt sedan 1776 men fick vidare spridning vid slutet av 1800-talet. Att leva ihop utan att ha ingått legalt äktenskap var då, inom radikala kretsar, en protest mot de rådande föråldrade äktenskapslagar som fråntog kvinnan både myndighet och egendom. En ung jurist, sedermera liberal statsminister, Karl Staaff upprättade 1890 ett förslag till ett "samlevnadskontrakt" som bland annat skulle skydda de eventuella barnens ställning. Först i och med den nya äktenskapslagen 1920 tillerkändes hustrun myndighet och rådanderätt över sina medel.
År 1987 infördes den så kallade sambolagen som ger en viss juridisk trygghet åt par som lever ihop som ogifta.

## "Common-law marriage"
I delar av den engelskspråkiga världen har en liknande form, common-law marriage däremot sedan länge haft viss juridisk status, och ett äktenskap med vissa tillhörande rättigheter och plikter har kunnat anses råda även om det inte skett någon form av ceremoni. I England fanns detta fram till Lord Hardwicke’s Act of 1753 medan den möjligheten försvann på Europeiska kontinenten under åren 1545–63 då krav började ställas på en närvarande präst och två vittnen. Under andra halvan av 1900–talet accepterades Common-law marriage i en tredjedel av delstaterna i USA och förekommer ännu i ett antal delstater i USA och Canada. 
Det kan också hävdas i civilmål i Nordamerika. En kvinna kan exempelvis anklagas för att ha åsidosatt sitt barn, om hon vägrat att hjälpa sin partners minderårige son i en svår nödsituation, trots att partnern inte formellt är registrerad som sådan och sonen alltså formellt inte familjemedlem. Hon kan i så fall dömas för försummande av sin plikt som förälder. En man som lever i ett de facto-äktenskap men ingår nytt äktenskap eller äktenskapsliknande relation med en annan kvinna kan dömas för tvegifte i stater som erkänner common-law marriage, även om ingen av relationerna har ingåtts genom skrivna, bindande dokument eller löften, ifall det är väl belagt att parterna lever tillsammans under äktenskapsliknade förhållanden sedan länge. Bland annat av denna anledning rör sig t.ex. familjen i centrum av tv-serien Big Love i en olaglig situation (om familjen föreställs vara verklig) även om det skulle antas att endast det först ingångna äktenskapet anmälts till myndigheterna eller ingåtts vid en vigsel. Även relationerna med de övriga fruarna är så pass öppna att en domstol i Utah skulle bedöma fallet som polygami, vilket är olagligt i delstaten sedan 1890.

## "Customary marriage"
Den brittiska regimen försökte under kolonialtiden utrota common-law marriages. Men efter att länderna åter blivit självständiga har traditionen återupptagits under namnet Customary marriages. Dessa ska dock oftast registreras även om ingen ceremoni har ägt rum.

## Kända personer som levt i samvetsäktenskap
- Anna Bugge
- Knut Wicksell
- Anna Sterky
- Fredrik Sterky
- Per Albin Hansson
- Simone de Beauvoir
- Jean-Paul Sartre
- Wyatt Earp
- Rembrandt
- Jim Morrison